# Louis C.K.
Louis Szekely, mer känd under artistnamnet Louis C.K., född 12 september 1967 i Washington, D.C., är en amerikansk ståuppkomiker, manusförfattare och skådespelare. Han har vunnit flera priser och nominerats till 25 Emmy Awards i olika kategorier.

## Biografi
Artistnamnet Louis C.K. är taget från det amerikanska uttalet på hans efternamn. Efternamnet är ursprungligen ungerskt och hans farfar utvandrade från Ungern till Mexiko. Hans föräldrar träffades i USA, där han också föddes, men han bodde sina första sju år i Mexico City.
Han växte upp i Newton utanför Boston och efter high school arbetade han som bilmekaniker. Hans första försök med ståuppkomik gjordes på en amatörafton 1984. Debuten gick dåligt och det tog ett par år innan han försökte igen. År 1989 flyttade han till New York för att leva på komik.
Han har bland annat varit manusförfattare för Late Show with David Letterman, Late Night with Conan O'Brien, The Dana Carvey Show och The Chris Rock Show. Med Chris Rock gjorde han också filmen Pootie Tang och senare skrev de filmmanuskripten till Down to Earth 2001 och I Think I Love My Wife 2007. 
Han skapade och spelade huvudrollen i situationskomedin Lucky Louie, mot bland andra Pamela Adlon, som gick en säsong på TV-kanalen HBO. Louis C.K. är skapare, manusförfattare samt har huvudrollen i TV-serien Louie som sänds på FX i USA.
I januari 2016 började han visa en ny egenproducerad dramakomedi som webbteveserie utan någon lansering eller andra publika meddelanden före premiären. Serien heter Horace and Pete och handlar om de två kompanjoner som äger en bar. Rollerna spelas av Louis C.K själv respektive  Steve Buscemi.

## Filmografi (i urval)

### Som skådespelare
- 2006–2007 – Lucky Louie (TV-serie)
- 2009–2012 – Parks and Recreation (TV-serie)
- 2009 – The Invention of Lying
- 2010–2015 – Louie (TV-serie)
- 2013 – Blue Jasmine
- 2013 – American Hustle

### Som regissör
- 2001 – Pootie Tang

## Priser och utmärkelser
- 1999 vann Louis CK som manusförfattare, tillsammans med sina författarkollegor, en Emmy Award för bästa manus med The Chris Rock Show.
- 2011 vann han vid Satellite Awards kategorin Best Actor in a Series, Comedy or Musical.
- 2012 vann han en Grammy i kategorin Best Comedy Album för albumet Hilarious.
- 2014 vann han en Emmy Award i kategorin Bästa manus till en komediserie för avsnittet "So Did the Fat Lady" i Louie.[4]